# سفارة المغرب في اليابان
سفارة المغرب في اليابان هي أرفع تمثيل دبلوماسي لدولة المغرب لدى اليابان. تقع السفارة في طوكيو وهي تهدف لتعزيز المصالح المغربية في اليابان.
رشاد بوهلال هو السفير الحالي منذ 13 أكتوبر 2016.

## السفارة
تقع السفارة بمينامي أيوياما 5-4-30 بحي ميناتو-كو، طوكيو، الرمز البريدي 0062-107

## سفراء المغرب في اليابان
| السفير            | تاريخ التعيين  | تاريخ تقديم أوراق الإعتماد | تاريخ النهاية | إمبراطور اليابان | ملك المغرب               |
| ----------------- | -------------- | -------------------------- | ------------- | ---------------- | ------------------------ |
| الطيب السبتي      |                | 5 نوفمبر 1965              | 14 أغسطس 1967 | هيروهيتو         | الحسن الثاني             |
|                   |                | 16 يوليو 1973              |               | هيروهيتو         | الحسن الثاني             |
| عبد العزيز بنجلون |                |                            |               | هيروهيتو/أكيهيتو | الحسن الثاني             |
| سعد الدين الطيب   | 18 سبتمبر 1990 |                            |               | أكيهيتو          | الحسن الثاني             |
| محمد الطنجي       | 23 فبراير 1998 |                            |               | أكيهيتو          | الحسن الثاني/محمد السادس |
| عبد القادر لشهب   | 29 أبريل 2003  |                            | 6 نوفمبر 2008 | أكيهيتو          | محمد السادس              |
| سمير أعرور        | 2009           |                            | 2016          | أكيهيتو          | محمد السادس              |
| رشاد بوهلال’      | 13 أكتوبر 2016 |                            |               | أكيهيتو/ناروهيتو | محمد السادس              |

## وصلات خارجية
- قائمة سفارات المغرب
- قائمة السفارات في اليابان